# ГЕС Lóngkāikǒu
ГЕС Lóngkāikǒu (龙开口水电站) — гідроелектростанція у центральній частині Китаю в провінції Юньнань. Знаходячись між ГЕС Цзинанькяо (вище по течії) та ГЕС Луділа, входить до складу каскаду на одній з найбільших річок світу Янцзи (розташовується на ділянці її верхньої течії, котра носить назву Цзиньша).
В межах проекту річку перекрили греблею із ущільненого котком бетону висотою 116 метрів та довжиною 768 метрів, яка потребувала 3853 тис. м3 матеріалу. Гребля утримує водосховище із об'ємом 507 млн м3 (корисний об'єм 113 млн м3) та припустимим коливанням рівня поверхні у операційному режимі між позначками 1290 та 1298 метрів НРМ (під час повені рівень може зростати до 1301,3 метра НРМ, а об'єм — до 558 млн м3).
Пригреблевий машинний зал обладнали п'ятьма турбінами типу Френсіс потужністю по 360 МВт, які забезпечують виробництво 7396 млн кВт-год електроенергії.
Видача продукції відбувається по ЛЕП, розрахованій на роботу під напругою 500 кВ.